# Iscas
As iscas são um prato típico português, feito com finas fatias de fígado de gado bovino frito com alguns temperos.
Na zona da cidade do Porto isca é a designação dada a um prato confeccionado com bacalhau frito envolvido numa massa de farinha temperada com salsa e cebola picadas que é também frita.
No Brasil alguns bares e restaurantes tradicionais oferecem o prato. A mais célebre versão é a Isca de Fígado com ellas do Café Lamas no Rio de Janeiro.
No livro "Geografia de Dona Benta", Monteiro Lobato comenta sobre os restaurantes portugueses que serviam Iscas com elas e sem elas na Ilha de St. John, no Canadá.